# 崇禮門縱火事件
崇禮門縱火事件（：／?）是2008年2月10日发生在韓國首爾中區南大門4街崇禮門（俗稱南大門）的縱火事件。火災開始於晚上8時40分（韓國標準時間，下同），由於上層樓閣乃木製建築，火勢一發不可收拾，整層樓閣都陷入一片火海。最後除了下半部石砌部份仍保持完整外，上層整體木製框架連同脊樑瓦片在翌日凌晨1時54分付諸一炬。
同日，首爾南大門警察署在京畿道江華島逮捕了一名約70岁的老翁蔡宗基，他後來承認自己出於對政府的忿怨而縱火燒毀崇禮門，首爾警方調查又顯示他曾在韓國著名景點昌慶宮文政殿縱火。雖然崇禮門被燬，但文化財廳決定將崇禮門繼續維持一號國寶之地位。而蔡宗基於4月25日違反文化財產保護法罪成，被首爾中央地區法院判囚10年，2018年刑滿釋放。崇禮門的修復工程耗時5年多，到2013年5月4日重新對外開放。

## 背景及近因
該案嫌犯蔡宗基于1939年在朝鲜日治时期的庆尚北道的漆谷郡出生，在年輕時自學《周易》，之後在京畿道高陽市山區的某一山洞內經營哲學館（但有人指該館其實是算命館，而且該館還送過藥品），該館也是他的寓所，距今達20多年，當地一位曆術家還透露哲學館內的客人很多。
韓國政府於2001年為了修路而徵收蔡宗基的房子，而他只獲得9,000多萬韓圓的補償，於是他向當局要求提高賠償金額。當時區政府職員前往蔡家勸他，妻子李氏也勸他接受賠償金以在公寓裡生活，但他仍不願接受政府給的賠償金額，並認為該土地應值4億元。最後政府於2006年3月派30名拆遷人員強行闖入並破壞蔡宗基的房子。李氏認為事情惡化皆因他的堅持，所以要求與蔡宗基離婚。在離婚後，雙方仍然繼續維持夫妻的生活，並改住在江華島河。他為了報復社會與韓國政府，萌生放火燒毀古蹟的念頭。
蔡宗基於2006年4月在昌慶宮文政殿縱火，造成一小部分的建築物受損，他違反文化財產保護法被判監18個月，緩刑兩年，其後又被判要求賠償2,000萬元作修理費用，因此他選擇在崇禮門放火，再給政府一個報復。

## 事件經過

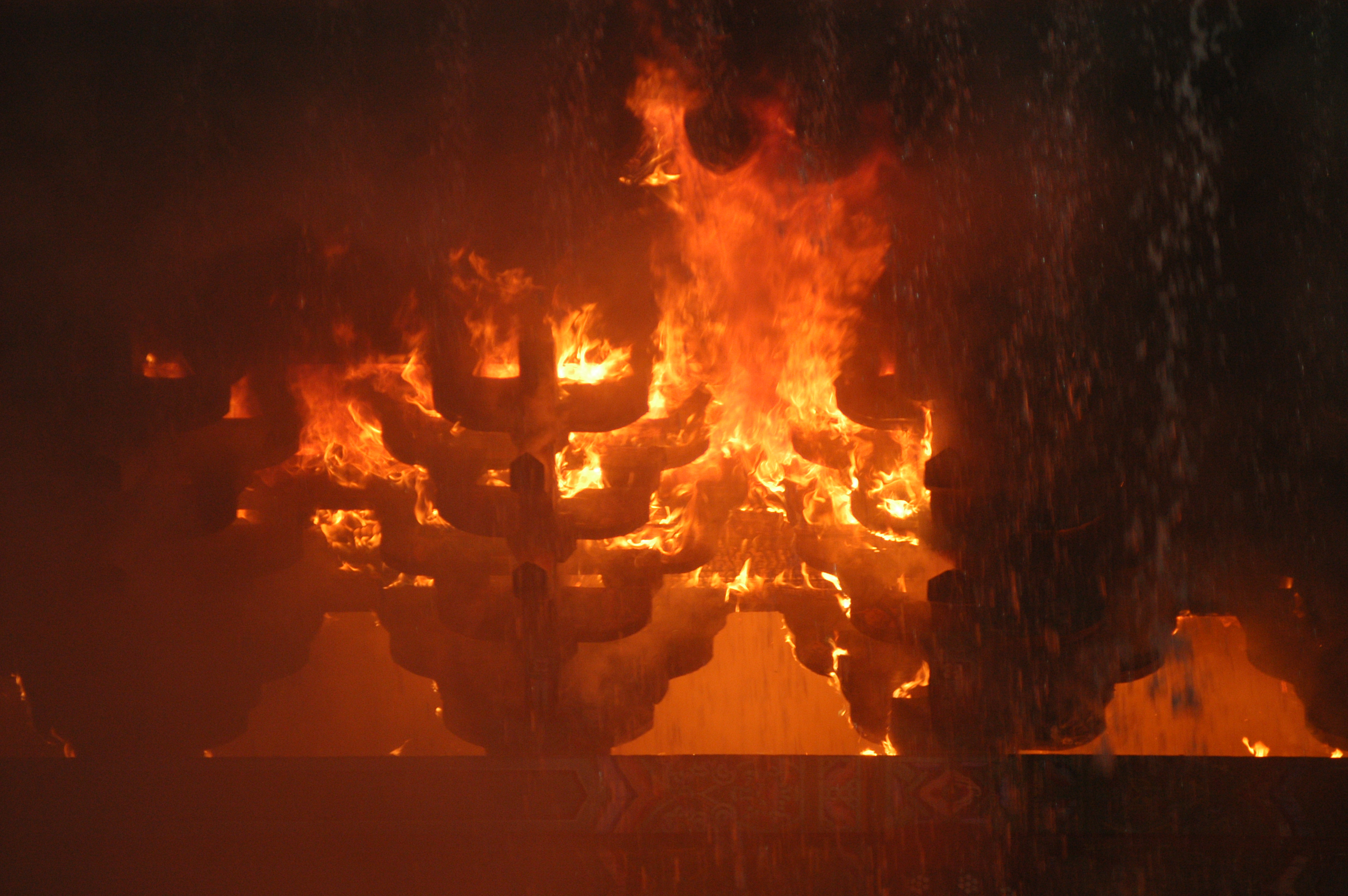
火災期間崇禮門斗拱近攝

据警察报道蔡宗基为了更顺利进行纵火，曾在2007年7月和11月两次到崇礼门踩点，当地时间的2008年2月10日晚8时45分左右，蔡宗基爬上崇礼门西侧斜体墙，通过他随身携带的折叠梯进入崇礼门内的二层后，他将他携带的装载1.5升的塑料瓶内的易燃液体倾倒在阁楼木质地板上，再用一次性打火机引燃。當日有市民通報崇禮門樓閣出現火焰，首爾消防部門出動32輛消防車與128名消防隊員灌救，其後消防員數目增至360多人。消防員考慮到其歷史價值，在救火時相當小心，但火警發生初期他們無法找到正確的起火源頭，只是在地面向二樓噴水，和通過雲梯上去向二樓內部噴水。
消防部門在晚上10時30分左右判斷火勢已經受到控制，並開始展開撲滅暗火的工作。不過未幾火勢再起，雖然消防員重新以水管來噴水，但火勢開始蔓延。到晚上11時左右，火勢已經開始向二樓整個屋頂蔓延，整層木製城樓都陷入一片火海。消防部門為了滅火，晚上11時5分將讓寧大君親筆書寫的「崇禮門」牌匾卸下，由於牌匾太重，拆除後先是落在屋簷，滑行後墜落地面發出巨響。
2樓閣樓終於翌日凌晨零時58分起向首爾站方向開始坍塌，消防部門歷經約5個小時持續進行了救火工作，亦無法避過崇禮門燒燬的命運。崇禮門最後除了下半部石砌部份仍保持完整外，上層整體木製框架連同脊樑瓦片在1時54分左右完全倒塌，不久火場已被救熄。現場則找到兩個即棄打火機和兩個鋁梯。

## 火警後
在火災發生之後，有很多人都推測此為人為縱火，然而首爾南大門警察署長李永洙於2月11日凌晨召開記者會表示，火災起因很可能是漏電或縱火。專家看過現場照片後向《朝鮮日報》表示，照明設施是在一樓，而並非在起火地點的二樓，且火災發生後，崇禮門內的照明仍持續，而且古蹟嚴防回祿，平日即重視維修保養，故障漏電導致火災的可能性很小，這個「人為縱火論」在蔡宗基被捕後才得以證實。
同日，當時的候任總統李明博與政權接管委員會委員長李慶淑和副委員長金炯旿等人來到崇禮門現場，李明博當時表情沉重。另一方面，首爾南大門警察署在京畿道江華島逮捕了蔡宗基，經過通宵調查後，他承認自己潑灑稀釋液並以打火機縱火燒燬崇禮門，其後蔡宗基交代了犯罪過程，翌日向韓國全民作出道歉並表示後悔。同日下午，文化財廳舉行會議，決定將崇禮門繼續維持一號國寶之地位。不過文化財廳卻於第二天在尚未對堆積在崇禮門火災現場的殘骸的文化價值進行鑒定的情況下，私自派人在現場收集的殘骸扔進了首爾水色洞一個垃圾場，重量達20噸。
經過約兩個月的調查後，蔡宗基最後於4月25日早上被指造成國民「不能承受的創傷」與損害國家尊榮，違反文化財產保護法罪名成立，被首爾中央地區法院判囚10年。法官又指，由於事件對韓國國民造成難以想像的心理創傷，令國家丟臉，不得不重判。

## 犯罪動機

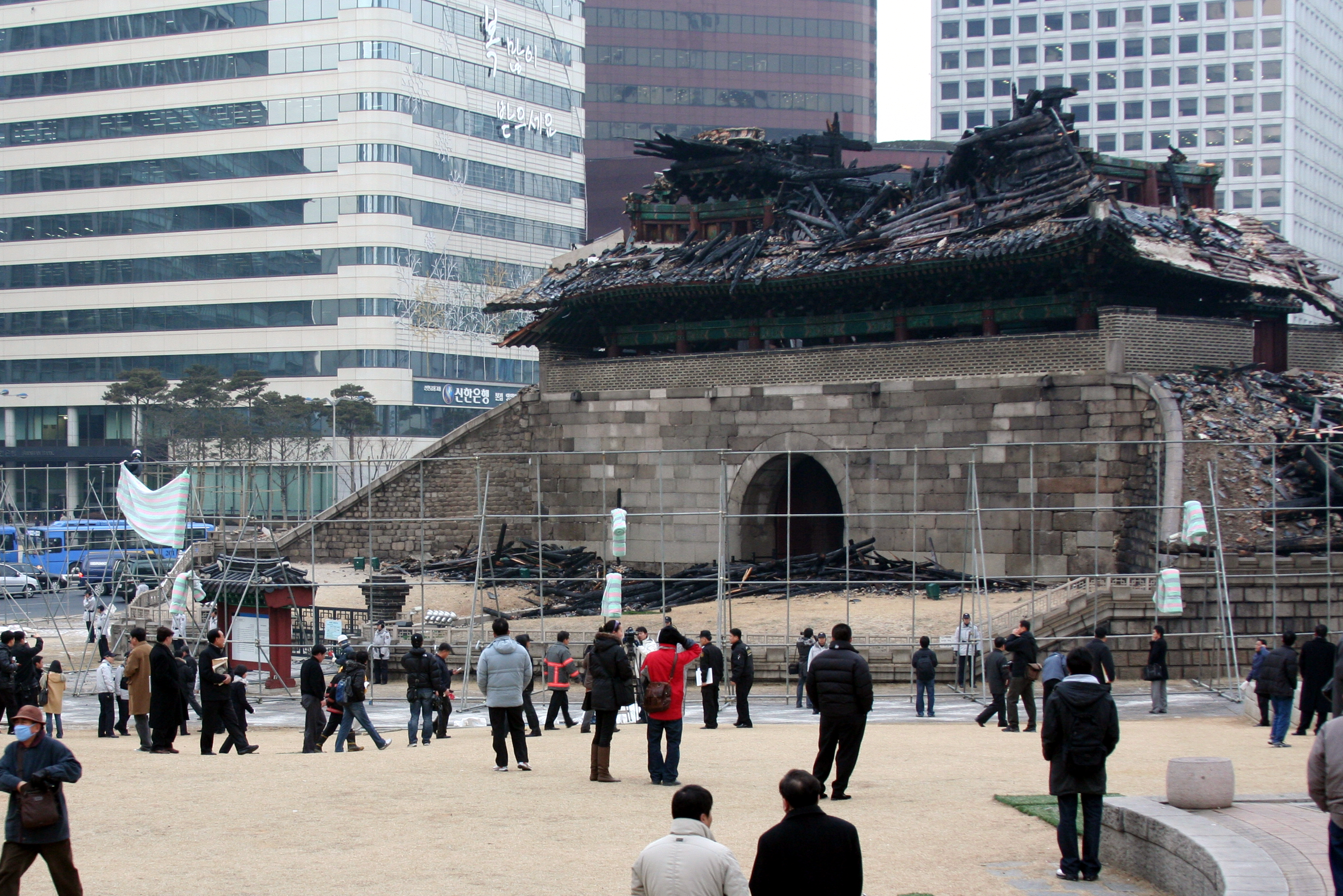
遠望已燒燬的崇禮門

據首爾警方表示，蔡宗基認為在他名下的京畿道高陽市山區土地被重新開發時，所獲補償太少，他多次向有關機關反映未果，因此開始對社會產生不滿。他在昌慶宮文政殿縱火後，因違反文化財產保護法而被判監。他向警方供稱，此次是因為對上述的土地補償問題和昌慶宮事件感到不滿而犯罪。
警方調查指，他於事發當晚8時45分左右，爬上崇禮門西側斜坡，利用摺疊式鋁製爬梯潛入樓內，到達2層閣樓後，將三瓶裝有1.5升稀釋劑的膠瓶的其中一瓶易燃物灑在地板上，其餘兩瓶放在旁邊，用打火機點燃。放火後他乘搭地鐵和公共汽車，逃往京畿道的兒子家住宿，翌日到江華道前妻家。警方調查並顯示，他曾於2007年7月和12月，先後兩次前往崇禮門，並事先做好了精密計劃。警方又指他曾預謀在宗廟等其它文化遺產縱火，但因保安嚴密而放棄。他還預謀襲擊交通設施，因人命傷害問題而放棄。最後他選擇了崇禮門作為縱火對象。
首爾南大門警察署之後提供了拍下疑犯縱火過程的閉路電視影像，顯示縱火者於2月10日晚上8時41分進入崇禮門，之後於8時45分左右沿原路離開現場，隨後崇禮門棚頂中間處飄出白煙並開始起火。南大門警察署又表示，在案發現場附近設置的公車閉路電視影像中發現蔡宗基的身影，公車司機也證實曾見過蔡宗基，他鞋子的鞋底所沾染的灰塵及打火機上印製的廣告，也證明蔡宗基犯罪事實。接著，蔡宗基被南韓警方帶到了火災現場進行確認及重演案情，表示自己以前到現場勘察，確認了多個閉路電視鏡頭位置，所以才能在當天順利避過閉路電視鏡頭的監控而犯案。
自從首爾恩平區北漢山山腳下一間大型超市於同年4月21日發生老人盜竊被捕案後，有人就將此事件類比崇禮門事件。《朝鮮日報》引述專案指出，這是由於韓國社會的老人心理健康日漸脆弱，現今社會的老年人一樣需要競爭上崗，如果他們在競爭中失敗，就會被淘汰或淪為低下階層，因此造就更多類似崇禮門事件的老人罪案發生。

## 防範措施
火警發生後，首爾警方在現場加派警員巡邏。現場於2月13日起被高6米的白色鋁製遮擋幕封閉，此舉隨後被輿論批評，首爾中區政府決定將部分遮擋幕換成透明塑料，但表示計劃於2月15日完成15米高遮擋幕的設置工作，以防止被風沙所侵襲，並只在一個角落留下一個窗口，幾個月後遮擋幕就鋪上海報，並開始重建工作。身兼建築文化遺產小組委員會委員長的弘益大學教授朴彥坤其後表示遮擋幕是以安全而設的臨時裝置，之後會拆卸，再設置開放型柵欄並公開現場，讓市民可在現場參觀復原過程。

## 影響

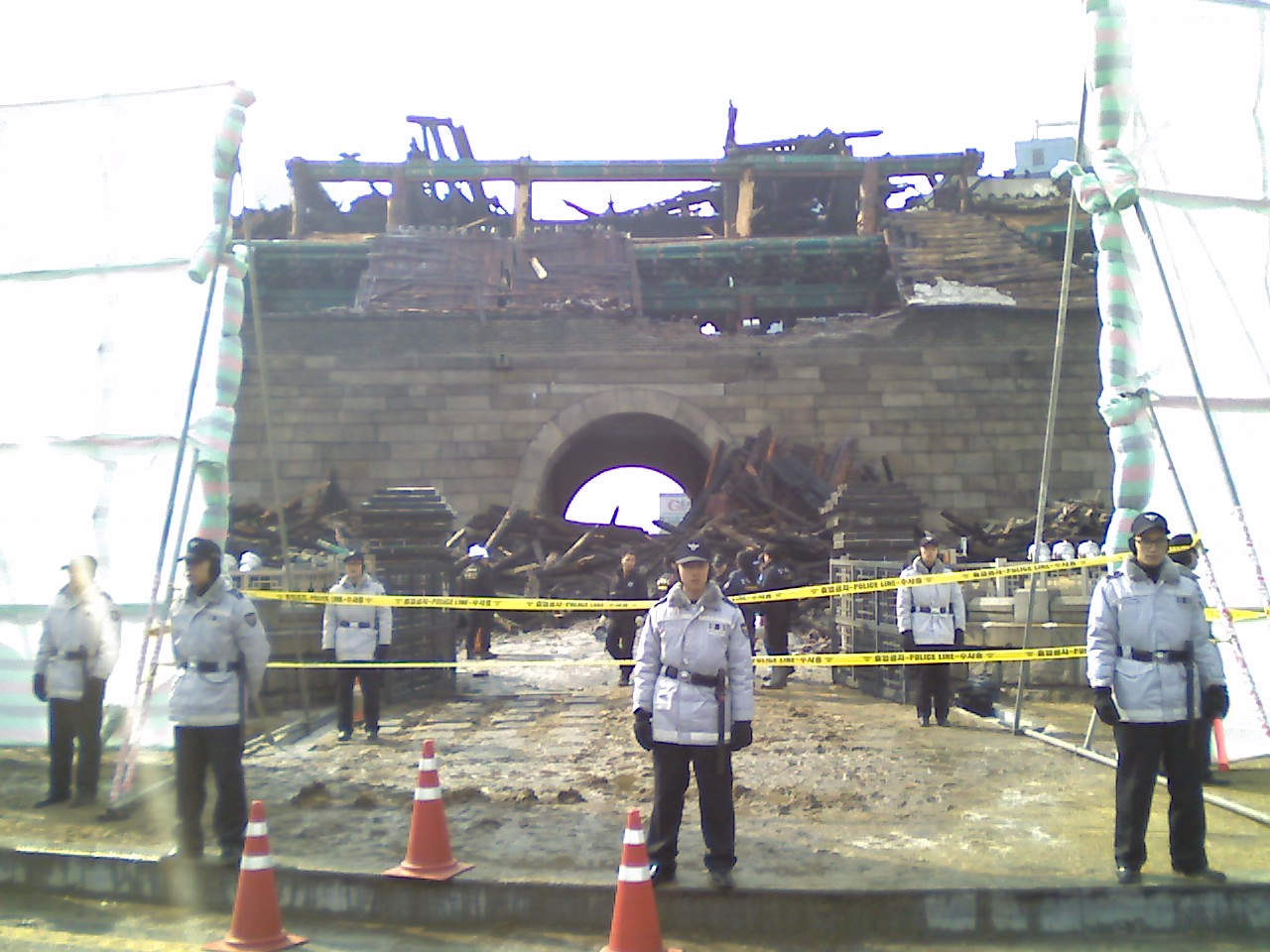
火災後現場有警員戒備

崇禮門毀於一旦，僅餘石質門洞，震驚整個韓國，很多平民百姓對崇禮門被焚燬感到痛心，並責難政府沒有妥善保護崇禮門。據中國媒體報道，崇禮門火災現場已成為文化遺產保護教育之「聖地」。僅在2月16及17日兩天，前往崇禮門哀悼的民眾達4萬多人。首爾市長吳世勳於2月12日就事件承認未能盡全力保護和管理歷史文化資源並感到自己責任重大，表示將復原文化遺產及加強管理。火災之後，團體紛紛捐款修復。韓國MBC一節目組決定從節目銷售收入中抽出1億韓圓支援崇禮門的修復工程。韓國多位著名藝人（例如柳東根）亦為崇禮門修復工程捐獻。

### 修復計劃
韓國文化財廳文化遺產科長金相九表示，將以2006年製作成的精密實測圖為藍本，再參考1960年代初的崇禮門修繕報告書等籌劃修復工程，整個修復工程於2010年1月開始，共斥資200億元。工程重點之一是將燒毀前殘留下來的傾斜面形態的城牆換成1899年前的城牆形態（四角形），向南山方向可延長50至70米，並降低到原來崇禮門竣工當時的地表高度，即要下降1.5至1.6米，而崇禮門的整個高度將升至約7.9米。而崇禮門匾額已率先於2009年6月成功修復。
後來文化財廳又表示可能進一步增加所需時間，費用亦會增至250億元，同時公佈將修復工程分為三個階段：第一階段是移動建築物材料和完善安全設施等現場整理工作；第二階段是展開考證、調查、設計等工作；第三階段是正式復原工程，全部過程以傳統方式進行。要修復崇禮門，就需要用到金剛松，不過天然金剛松已經稀少。韓國文化遺產政策研究所所長黃平宇曾表示，因為此次火災，需要對崇禮門進行全面的復原工作，更可能需要從頭開始全部重建。

### 責任
至於責任問題，一直都是民眾的重要議題，多個部門都被人指責。但被指對象多為消防部門、文化財廳、盧武鉉政府，以及當時李明博領導下的首爾政府。

#### 消防部門
消防部門雖然出動了多輛消防車和消防員，但民眾認為消防部門卻對火勢出現錯誤判斷及未能採取迅速有效措施將火勢控制，以致無法挽救古蹟。消防部門則表示，像崇禮門一樣的木瓦結構建築物，向瓦上和屋內噴水，難以令瓦下木段的木料火種輕易熄滅。不過有消防員則向《朝鮮日報》表示，文化部官員拒絕讓他們進入崇禮門內部滅火，所以消防員只能從外部射水。亦有消防員說，崇禮門是古跡，所以他們不能掀開屋頂的瓦片灌水撲滅。文化財廳相關人士當天晚上10時30分來到現場向消防表明，如果火災擴大，即使崇禮門受損或被破壞，也首先把火滅掉，但消防當局在晚上約11時50分才開始揭瓦。英國廣播公司引述一名不具名的專家，指責消防部門和文化部不懂變通，只會消極地滅火。

#### 文化財廳
文化財廳之前一些重要古蹟制定了《文化財產火災系統》，但崇禮門並未獲優先安裝防火系統，至今只有八個滅火器，文化財廳因此被批評管理崇禮門不力。隨後，其網站和韓國文化觀光部網站在線數量過多，網站伺服器曾陷入癱瘓。
另外，其廳長兪弘濬當時正與其妻在歐洲度假，他在荷蘭阿姆斯特丹接獲消息後，立刻取消所有行程回韓國，被媒體意外發現他的假期是韓國大韓航空免費招待，引來不少批評。最後兪弘濬於2月12日，以對崇禮門大火負責的理由向總統盧武鉉提出辭呈。
幾日後，文化財廳又被輿論批評其對火災現場殘骸的處理手法。但責任就推卸在管理現場工作的首爾市中區政府，隨後中區政府又反駁文化財廳，於是兩方開始互相推諉崇禮門殘骸處理問題之責任。

#### 政府
自首爾市政府開放崇禮門，民眾便關注崇禮門火災危險，因此文化觀光部網頁內已有人指摘崇禮門保安不足。傳媒亦發現這個韓國第一國寶竟沒人通宵看管，令崇禮門自開放後一向成為露宿者的棲身之所。大國家黨就因此指摘總統盧武鉉政府保護古蹟不力。同時，被告蔡宗基亦指崇禮門被燒是盧武鉉的錯，稱盧武鉉及其政府沒接受他的陳情、亦不能夠解決他的土地補償問題。另一方面，大學教授、時事評論員陳重權質疑李明博當年任首爾市長時，沒命令首爾市政府做好崇禮門消防措施，並稱開放崇禮門是出自李明博的個人野心。

#### 其他
首爾中區廳於2008年1月31日解除與一間名為S1 Corporation的警衛公司之間的崇禮門警衛業務合同，改與另一公司KTtelecop簽訂合同，而後者在崇禮門安裝了12台紅外線監視器和4台閉路電視，首爾中區廳方案則派職員從下午8時開始到翌日上午10時擔任崇禮門的警衛。當時民眾已指摘崇禮門保安不足，而火災當日新任警衛公司在其安裝的警報器響了11分鐘之後才派人到現場，因此首爾中區廳和該警衛公司被指對警衛警報器監督不力，而首爾南大門警察署方面已對首爾中區廳與S1公司解除合約的原因展開調查，並對此事作出報告。

## 後續

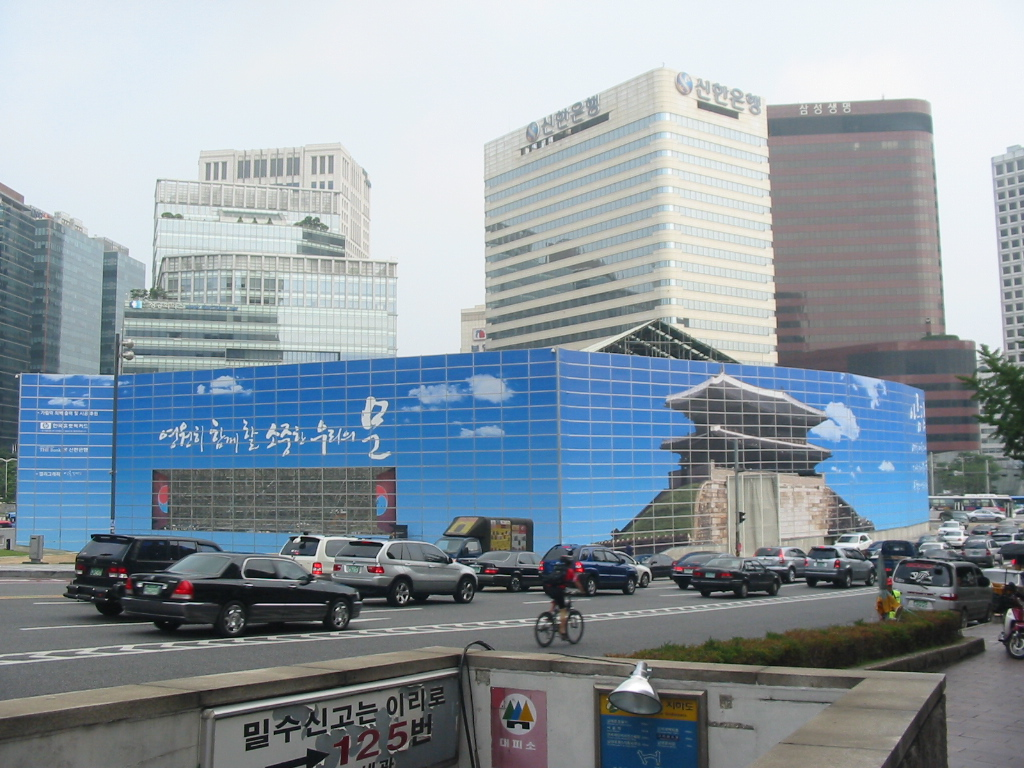
正進行修復工程的崇禮門（攝於2008年7月）

崇禮門处於修復工程时，傳媒已甚少報道此相關事件，但當地仍有一些零星事件發生，儘管與此縱火事件無直接或間接關連。2008年8月，工人在挖掘清除石質圍牆時，發現了一座高2.3米、闊2.1米、長3.3米的地下藏身坑洞。地下坑洞內有子彈穿過之痕跡，並發現一把軍用手電筒和3個標識。市政府指出藏身坑洞應該是在「六二五事變」之後建成，並表示記錄完畢之後將之毀掉。
11月16日，考古學家在崇禮門現場發現青花瓷、銅錢、硯臺、白瓷香爐、方瓦等各種朝鮮王朝時代遺物，另外還發現了朝鮮時代後期的城牆基石、19世紀至20世紀初的住宅古址等遺址。
2009年2月10日，文化財廳為紀念縱火事件一週年，將正在重建中的崇禮門向外開放一天，並將每年2月10日指定為「文化遺產防災日」。文化財廳亦於同年宣佈，從8月10日起至2012年年尾復原工程結束期間，在每週六及日定期開放崇禮門修復現場。
 2010年2月10日，縱火事件兩週年，工程破土動工。
2013年1月4日，《華爾街日報》引述一名韓國官員指，崇禮門復原工程的完工日期將延至同年5月。
崇礼门修复工程最终在同年4月30日竣工，并于5月4日重新正式开放，完全恢复了2008年火灾之前的全貌，修复工作由秉承忠领导进行。而蔡宗基服刑十年後，於2018年刑滿釋放。

## 資料來源
1. 1 2 3  康娟. . 中国日报. 2008-02-12  [2020-04-15]. （原始内容存档于2008-10-12）.
2. ↑  新華社將其譯為「蔡正基」，詳見：. 中國中央電視台. 2008-04-26  [2008-04-28]. （原始内容存档于2014-12-15）.
3. 1 2 3 4 5  李載晙; 吳炫錫. . 朝鮮日報. 2008-02-13  [2020-04-08]. （原始内容存档于2021-06-20）.
4. 1 2  信莲. . 中国日报. 2008-04-25  [2020-04-08]. （原始内容存档于2008-04-29）.
5. 1 2  . 세계일보. 2018-02-09  [2018-03-15]. （原始内容存档于2018-03-16）.
6. ↑  陳韋廷. . 聯合報. 2019-04-17  [2020-04-08]. （原始内容存档于2019-04-17）.
7. ↑  . 中央日報日本語版. 中央日報. 2008-02-13  [2016-01-27]. （原始内容存档于2016-02-02）.
8. 1 2  莊蕙嘉. . 聯合報. 2008-02-13  [2020-04-08]. （原始内容存档于2021-06-20）.
9. 1 2 3  蔡燕生. . 环球人物 (5). 2008-03-01  [2020-04-08]. （原始内容存档于2008-04-04）.
10. 1 2 3 4 5  . 廣州日報. 2008-02-19  [2016-05-18]. （原始内容存档于2018-09-26）.
11. ↑  钟欣. . 南方日报. 2008-02-13  [2016-01-27]. （原始内容存档于2016-02-03）.
12. ↑  . 中國時報. 2008-02-12  [2008-02-12]. （原始内容存档于2008-03-16）.
13. ↑  . 星島日報. 2008-02-11  [2017-06-08]. 原始内容存档于2008-02-14.
14. ↑  . 朝鮮日報. 2008-02-12  [2015-04-27]. （原始内容存档于2015-06-22）.
15. ↑  . 太陽報. 2008-02-12  [2008-02-12]. （原始内容存档于2013-10-22）.
16. ↑  . 大紀元. 2008-02-11  [2020-04-08]. （原始内容存档于2019-11-30）.
17. ↑  . 法新社. 2008-02-12  [2017-06-08]. 原始内容存档于2008-02-22.
18. ↑  . 長江日報. 2008-02-11  [2008-02-12]. （原始内容存档于2015-06-22）.
19. ↑  . 朝鮮日報. 2008-02-11  [2008-02-12]. （原始内容存档于2018-01-29）.
20. ↑  . 文匯報. 2008-02-11  [2008-02-12]. （原始内容存档于2015-02-11）.
21. 1 2  . 明報. 2008-02-12  [2017-06-08]. 原始内容存档于2008-02-12.
22. 1 2 3  . 朝鮮日報. 2008-02-12  [2015-04-27]. （原始内容存档于2015-06-22）.
23. ↑  . 朝鮮日報. 2008-02-13  [2015-04-27]. （原始内容存档于2015-06-22）.
24. ↑  . 朝鮮日報. 2008-02-14  [2015-04-27]. （原始内容存档于2015-06-22）.
25. 1 2 3  . 朝鮮日報. 2008-02-16  [2015-04-27]. （原始内容存档于2016-03-05）.
26. ↑  . 明報. 2008-04-26  [2017-06-08]. 原始内容存档于2008-05-08.
27. 1 2  中國廣播公司. . 大紀元. 2008-02-12  [2020-04-08]. （原始内容存档于2021-06-20）.
28. 1 2  . 广州日报. 2008-02-13  [2020-04-08]. （原始内容存档于2008-05-30）.
29. ↑  CCTV-新聞. . 人民網. 2008-02-14  [2020-04-15].[]
30. ↑  . 朝鮮日報. 2008-04-24  [2008-08-20]. （原始内容存档于2016-03-04）.
31. ↑  . 朝鮮日報. 2008-02-14  [2015-04-27]. （原始内容存档于2015-06-23）.
32. ↑  . 大紀元. 2008-02-12  [2020-04-08]. （原始内容存档于2021-06-20）.
33. ↑  . 新闻晚报. 2008-02-19  [2020-04-08]. （原始内容存档于2021-06-20）.
34. ↑  . 新浪新闻中心. 2008-02-14  [2015-09-13]. （原始内容存档于2016-03-04）.
35. ↑  . 明報. 2008-02-12  [2017-06-08]. 原始内容存档于2008-02-15.
36. 1 2  . BBC中文網. 2008-02-11  [2008-02-12]. （原始内容存档于2008-02-19）.
37. ↑  . 中央日報. 2008-02-14  [2008-02-25]. （原始内容存档于2008-02-17）.（日語）
38. ↑  . 朝鮮日報. 2008-03-05  [2015-04-27]. （原始内容存档于2016-03-05）.
39. ↑  . 中國新聞網. 2009-07-02.
40. ↑  . 朝鮮日報. 2008-04-19  [2015-04-27]. （原始内容存档于2015-04-27）.
41. ↑  . 韓國聯合通訊社. 2010-02-10.
42. ↑  . 明報. 2008-02-12  [2017-06-08]. 原始内容存档于2008-02-15.
43. 1 2  . 東森新聞. 2008-02-14  [2008-02-13]. （原始内容存档于2008-02-14）.
44. ↑  . 朝鮮日報. 2008-02-11  [2008-02-12]. （原始内容存档于2008-02-14）.，朝鮮日報，2008年2月11日
45. ↑  悠悠. . 《瞭望》週刊. 2008-02-20  [2020-04-08]. （原始内容存档于2020-06-24）.
46. 1 2  . 朝鮮日報. 2008-02-11  [2008-02-14]. （原始内容存档于2008-02-14）.
47. ↑  . 商業電台. 2008-02-12  [2020-04-15]. （原始内容存档于2020-06-24）.
48. 1 2  . 亞視新聞. 2008-02-11  [2008-02-12]. （原始内容存档于2008-02-15）.
49. ↑  （英文） . 東亞日報. 2008-02-12  [2008-02-14]. （原始内容存档于2014-12-16）.
50. ↑  . 中國新聞網. 2008-02-17  [2008-03-03]. （原始内容存档于2012-09-04）.，中國新聞網，2008年2月17日
51. ↑  . 朝鮮日報. 2008-02-13  [2015-04-27]. （原始内容存档于2015-06-22）.
52. ↑  . 朝鮮日報. 2008-02-13  [2015-04-27]. （原始内容存档于2015-06-22）.
53. ↑  . 明報. 2008-02-12  [2008-02-12]. （原始内容存档于2008-02-16）.
54. ↑  . 聯合通訊社. 2008-02-14  [2020-04-08]. （原始内容存档于2017-10-27）.
55. ↑  . 朝鮮日報. 2008-02-13  [2015-04-27]. （原始内容存档于2015-06-22）.
56. 1 2  . 東亞日報. 2008-02-16  [2008-08-20]. （原始内容存档于2012-07-12）.，東亞日報，2008年2月16日
57. ↑  . 中国新闻网. 2008-08-08  [2020-04-08]. （原始内容存档于2021-06-20）.
58. ↑  . 朝鮮日報. 2008-08-16  [2020-04-15].
59. ↑  . 新華社. 2009-02-11  [2011-12-02]. （原始内容存档于2011-01-13）.
60. ↑  . 朝鮮日報. 2009-08-11  [2015-04-27]. （原始内容存档于2016-03-05）.
61. ↑  . 朝鮮日報. 2010-02-11  [2013-02-10]. （原始内容存档于2013-06-10）.
62. ↑  Lee, Min-Sun. . The Wall Street Journal. 2013-01-04  [2013-01-08]. （原始内容存档于2013-01-07）.
63. ↑  . 朝鮮日報. 2013-02-07  [2013-02-10]. （原始内容存档于2013-06-10）.
64. ↑  . 新华网. 2013-05-05  [2016-01-27]. （原始内容存档于2013-05-26）.

## 外部連結
- 相關報導
  - 崇禮門火災經過 （页面存档备份，存于），BBC中文網
  - 朝鮮日報 火災後空拍照片
  - 組圖：韓國崇禮門縱火案嫌疑人認罪 （页面存档备份，存于），人民網
  - 崇禮門燒燬後情況 （页面存档备份，存于），新華社
  - 崇禮門火災疑犯縱火影音資料，朝鮮日報，2008年2月13日
- 延伸閱讀
  - 讀者投稿：面目全非的崇禮門令人深思，朝鮮日報，2008年2月13日
  - 崇禮門是他山之石 （页面存档备份，存于），紅網，2008年2月14日
  - 崇礼门的火烧出了……，廣州日報，2008年2月13日
  - 咱的"崇礼门"被烧你会哭吗? （页面存档备份，存于），東方網，2008年2月13日
  - 韩国崇礼门被毁警示中国 文物保护应反对商业化，CCTV.com，2008年2月25日
  - 一事一言：1號國寶崇禮門逐漸被人們淡忘，朝鮮日報，2008年4月1日